# Marie Kinsky von Wchinitz und Tettau

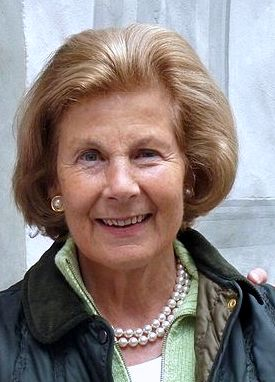
Marie Kinsky (december 2014)

Marie Aglaë Gräfin Kinsky von Wchinitz und Tettau (Praag (Protectoraat Bohemen en Moravië), 14 april 1940 – Grabs, 21 augustus 2021) was de echtgenote van vorst Hans Adam II van Liechtenstein. 

## Levensloop
Marie Aglaë was de dochter van Ferdinand Carl Graf Kinsky von Wchinitz und Tettau (1907-1969) en van Henriëtte Gräfin von Ledebur-Wicheln (1910-2002). Zij is geboren in Praag, destijds de hoofdstad van het protectoraat Bohemen en Moravië (later Tsjecho-Slowakije, nu de Tsjechische Republiek). In 1945 vluchtte de familie naar Duitsland; hun bezit werd door de regering-Edvard Benes onteigend. Zij is een volle nicht van Franz Ulrich 11e Fürst Kinsky von Wchinitz und Tettau (1936-2009).
Marie Aglaë bezocht het internaat en gymnasium Kloster Wald van de Zusters Benedictinessen in Baden-Württemberg, studeerde hierna aan de Akademie für Gebrauchsgraphik (grafisch ontwerpen). Hierna woonde zij in Engeland en Frankrijk om haar kennis van het Engels respectievelijk Frans te perfectioneren. Tot haar verloving in 1965 met Hans Adam von und zu Liechtenstein, erfprins van Liechtenstein, werkte Marie Aglaë bij een grafisch bedrijf in Dachau.
De vorstin was voorzitter van het Liechtensteinse Rode Kruis en van de Vereniging voor geneeskundig-pedagogische Hulp.
Marie Aglaë huwde Hans Adam op 30 juli 1967. Uit het huwelijk zijn de volgende kinderen geboren:
- Erfprins Alois (1968), gehuwd met hertogin Sophie van Beieren. Zij hebben drie zoons, Wenzel (1995) Georg (1999) en Nicolaus (2000), en een dochter, Maria Carolina (1996).
- Maximilian Nikolaus Maria (1969), gehuwd met Angela Gisela Brown. Het echtpaar kreeg een zoon: Alfons (Londen, 18 mei 2001)
- Constantin Ferdinand Maria (1972 - 2023), gehuwd met gravin Marie Kálnoky von Köröspatak. Zij hebben twee zoons, Moritz (2003) en Benedikt (2008), en een dochter, Georgina (2005).
- Tatjana Nora Maria (1973), gehuwd met Philipp von Lattorff. Zij hebben twee zoons, Lucas Maria (2000) en Maximilian (2011), en vijf dochters, Elisabeth (2002), Marie Therese (2004), Camilla (2005), Anna (2007) en Sophie (2009).

Marie Aglaë stierf op 21 augustus 2021 in het ziekenhuis in Grabs, nadat haar gezondheid na een beroerte op 18 augustus gestaag was achteruitgegaan.
- Gemeinsame Normdatei: 1160002282
- Nationale Bibliotheek van Polen: a0000002590374
- Virtual International Authority File: 300693499
- WorldCat: E39PBJkD7jXwfFYMG6dhMWVKVC